# Käsesalat

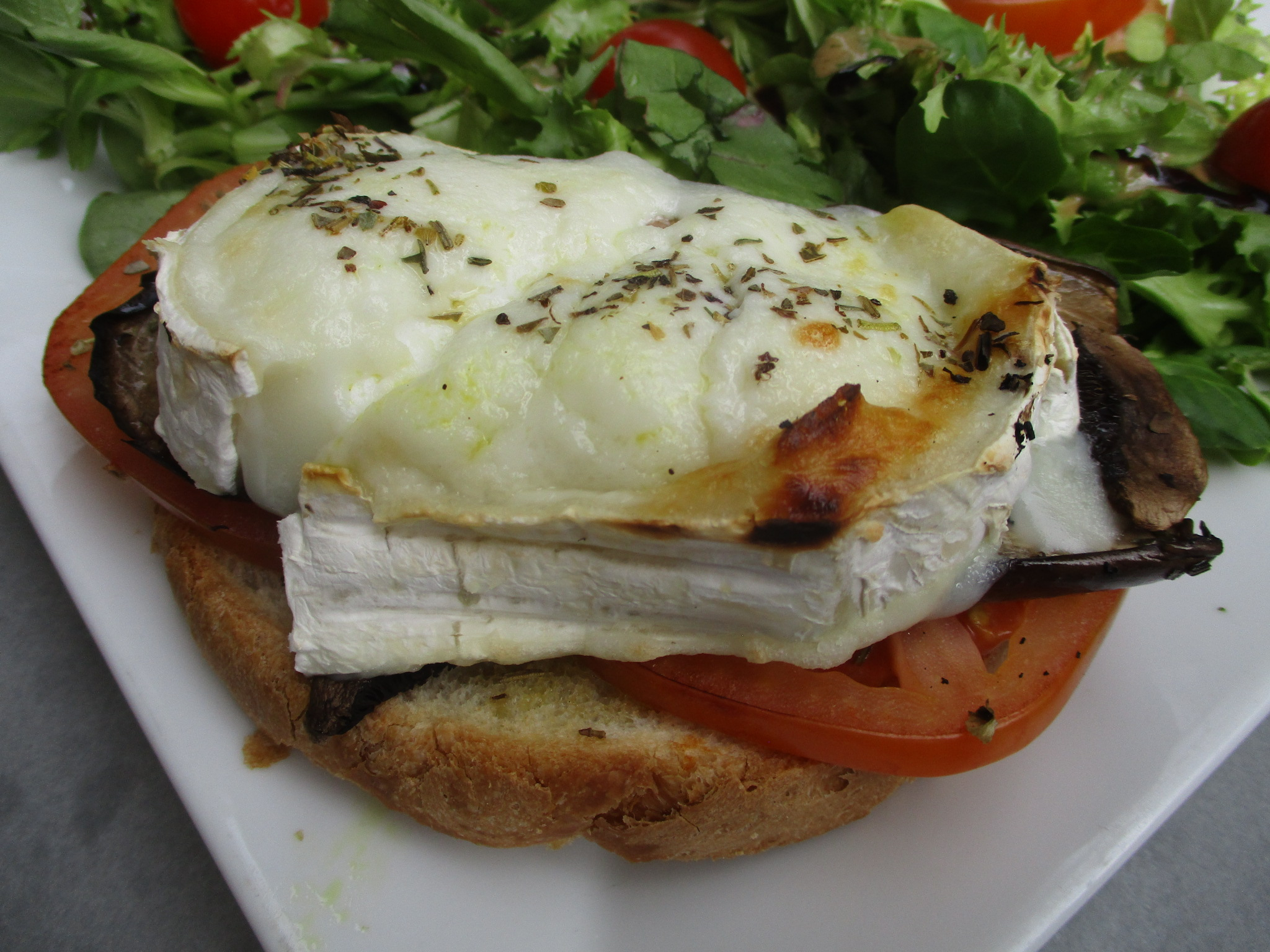
Warmer Ziegenkäsesalat (Salade de chèvre chaud)

Käsesalate sind Salate mit der Grundzutat Käse sowie regional verschiedenen anderen Bestandteilen.

## Zubereitung und Beispiele
Käsesalate werden bei Zimmertemperatur angerichtet, damit sich die Aromastoffe des Käses voll entfalten können; dazu wird der Rohstoff Käse mit säurereichen Zutaten kombiniert.

### Dänischer Käsesalat
Streifen von Schnittkäse und Kochsalami, Scheiben von gekochten Kartoffeln, junge extrafeine Erbsen mit Mayonnaise anmachen, mit Senf, Salz, Pfeffer, Kräuteressig und Gewürzpaprika abschmecken, auf Kopfsalatblättern anrichten, mit Eischeiben, Sardellen und Dillzweig garnieren.

### Emmentaler Käsesalat
Dünne Streifen ungeschälter grüner Gurken mit Streifen von Emmentaler und Kochschinken vermengen. Mit Salz, weißem Pfeffer, Kräuteressig, Senf, gehacktem Dill und etwas Zucker würzen.

### Griechischer Käsesalat

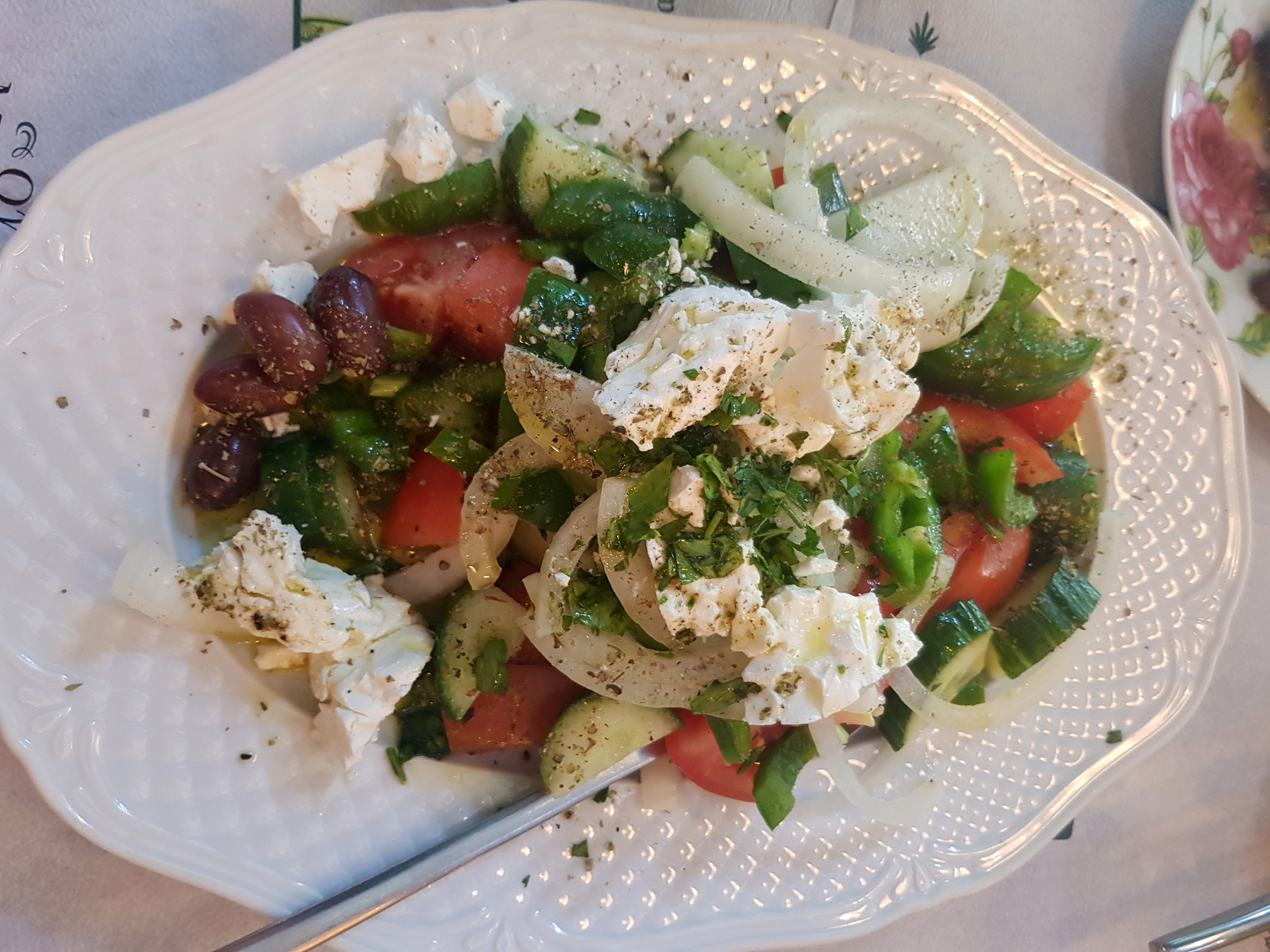
Griechischer Salat mit Feta-Käse

mit Feta, siehe Griechischer Bauernsalat.

### Italienischer Käsesalat
Streifen von Schnittkäse, kurze Makkaronistücke, Ananaswürfel, Äpfelstreifen und Olivenscheiben vermengen. Mit Tomaten-Ketchup anmachen, auf Kopfsalatblättern und gerösteten Mandelstiften anrichten.

### Salade de chèvre chaud (Warmer Ziegenkäsesalat)
Französischer Käsesalat mit Crottin-de-Chavignol der Länge nach in zwei Hälften, einen Tag in Kräuter-Öl mazerieren lassen. Von Brotscheiben die Kruste entfernen und im Toaster rösten. Blattsalat mit Vinaigrette aus Weinessig und Olivenöl würzen und auf Teller verteilen. Jeweils etwas gegrillten Käse auf einen Toast legen und auf dem Salat anrichten. Der warme Ziegenkäsesalat wurde in den USA durch den New-York-Times-Journalisten Craig Claiborne bekannt, der 1983 darüber einen Artikel schrieb.

### Böhmischer Käsesalat
Eidam wird in Würfeln mit Mayonnaise, Essig oder Gurkenwasser und Chiliflocken zubereitet, kann die verschiedensten anderen kleingewürfelten Gemüsesorten enthalten, wobei Mohrrüben und Schoten am gebräuchlichsten sind. In den letzten Jahren ist es in Mode gekommen, statt Mayonnaise nur noch Öl zu benutzen.

### Finnischerjuustosalaatti
enthält neben Schafskäse und Räucherlachs grünen Salat, Tomaten, oft süße Bestandteile wie Erdbeeren, Datteln oder Trauben.

### Mexikanischer Dreifarbensalat
besteht aus roten Tomaten, grünem Paprika (oder grünen Tomaten und rotem Paprika) sowie einem Käse, der dem europäischen Mozzarella ähnelt. Gerichte in den Nationalfarben des Landes sind beliebt, es existieren Kochbücher, die sich nur mit diesen dreifarbigen Gerichten beschäftigen.

### Schweizer Käsesalat
Käse, Zwiebeln, Essig und Öl, gewürzt mit Pfeffer. Käsesalat wird in der Schweiz und in Vorarlberg zubereitet. Der Käse ist meist ein Hartkäse, der entweder fein geschnitten oder gerieben wird. Es gibt Varianten mit Magerkäse, in Vorarlberg mit Sura Käs.
Zubereitet wird der Salat, indem man den Käse fein schneidet oder reibt, mit in Ringen oder kleingeschnittenen Zwiebeln verziert, mit Essig und Öl anmacht und mit Pfeffer und eventuell Salz würzt. Es gibt Varianten mit Senf.
Gegessen wird der Salat meist mit einem Stück geschnittenem Brot oder Semmeln. Eine ähnliche Speise ist der Wurst-Käse-Salat, der in Vorarlberg auch „Lumpasalot“ genannt wird.
Varianten der Zubereitung gibt es mit Sellerie, Lauch, Joghurt und Karotten.

### Spanischerensalada de queso
enthält neben Ziegenkäse grünen Salat und Nüsse.